# 景文科大駅
景文科大駅（けいぶんかだいえき）は台湾新北市新店区公崙里にある新北捷運安坑軽軌（安坑LRT）の駅。駅番号はK5。安忠路との交差点東側に位置する。

## 歴史
計画時の仮称は「一股埤」だった。
- 2016年4月6日 - 着工[2]。
- 2017年12月6日 - 駅名が正式決定[3]。
- 2023年2月10日 - 開業[4][5]。

## 駅構造
相対式ホーム2面2線の地上駅:(8-13)。ホーム長は49メートル、ホーム幅は上下各2メートル:(8-13)。変電施設も設置されている:(8-13)。出口は南側双城方の安忠路との交差点に1ヶ所のほか:(8-13)、自家用車や二輪車の交通量が多い横断箇所を避けるために、高低差のある安忠路の勾配途上から駅北側十四張方のトンネル上方を経由して南行きホームと陸橋で直結する形で市街地と結ばれている。
| 安一路一段（南行き） |                                                       |                                                       |               |      |
| 地上                 |                                                       |                                                       |               |      |
| ↑ 横断 歩道 ↓        | 自動券売機、簡易改札機 相対式ホーム、右側のドアが開く | 自動券売機、簡易改札機 相対式ホーム、右側のドアが開く | ↑ 横断 歩道 ↓ | 陸橋 |
| ↑ 横断 歩道 ↓        | 南行き 1番線                                          | ←安坑軽軌 双城方面（耕莘安康院区駅）                  | ↑ 横断 歩道 ↓ |      |
| ↑ 横断 歩道 ↓        | 北行き 2番線                                          | →安坑軽軌 十四張方面（安康駅）→                       | ↑ 横断 歩道 ↓ |      |
| ↑ 横断 歩道 ↓        | 自動券売機、簡易改札機 相対式ホーム、右側のドアが開く |                                                       | ↑ 横断 歩道 ↓ |      |
| ↑ 横断 歩道 ↓        | 安一路一段（北行き）                                  |                                                       |               |      |

## 駅周辺
北側
- 安坑（中国語版）地区
  - 台貿八村
  - 新北市立安坑国民小学
  - 安坑森林公園

南側
- YouBike（新北市公共自転車（中国語版））軽軌景文科大駅[8]
- 景文科技大学

## 隣の駅
新北捷運
 安坑軽軌
耕莘安康院区駅 K4 - 景文科大駅 K5 - 安康駅 K6